# Natura sàvia
Natura sàvia és un programa de televisió sobre la fauna i la vida salvatge als països catalans emès per TV3 (Televisió de Catalunya) amb un ambient distés i humorístic.
Al programa hi apareixen Quimi Portet, Albert Pla i en Peyu, on els dos primers escolten i ironitzen sobre les explicacions que l'expert Jaume Sañé dona a l'audiència i a en Peyu. A la segona temporada l'experta és la biòloga Lídia Freixas. També s'incorpora al rodatge la nena Iris Pérez.
La primera temporada del programa es va emetre els dilluns a la nit des del 22 d'octubre de 2018 fins l'11 de febrer de 2019. Va constar de 12 capítols temàtics, un de recopilació dels millors moments i un darrer amb les pífies del programa.
El març del 2024, es va anunciar que el rodatge de la segona temporada havia començat i, que a diferència de la temporada anterior, aquesta seria estrenada a la plataforma 3Cat. La segona temporada portava el subtítol de Sapere Aude i fou estrenada el 14 de novembre de 2024 amb els 10 capítols disponibles aquell mateix dia.